# Kanzel (Sainbach)

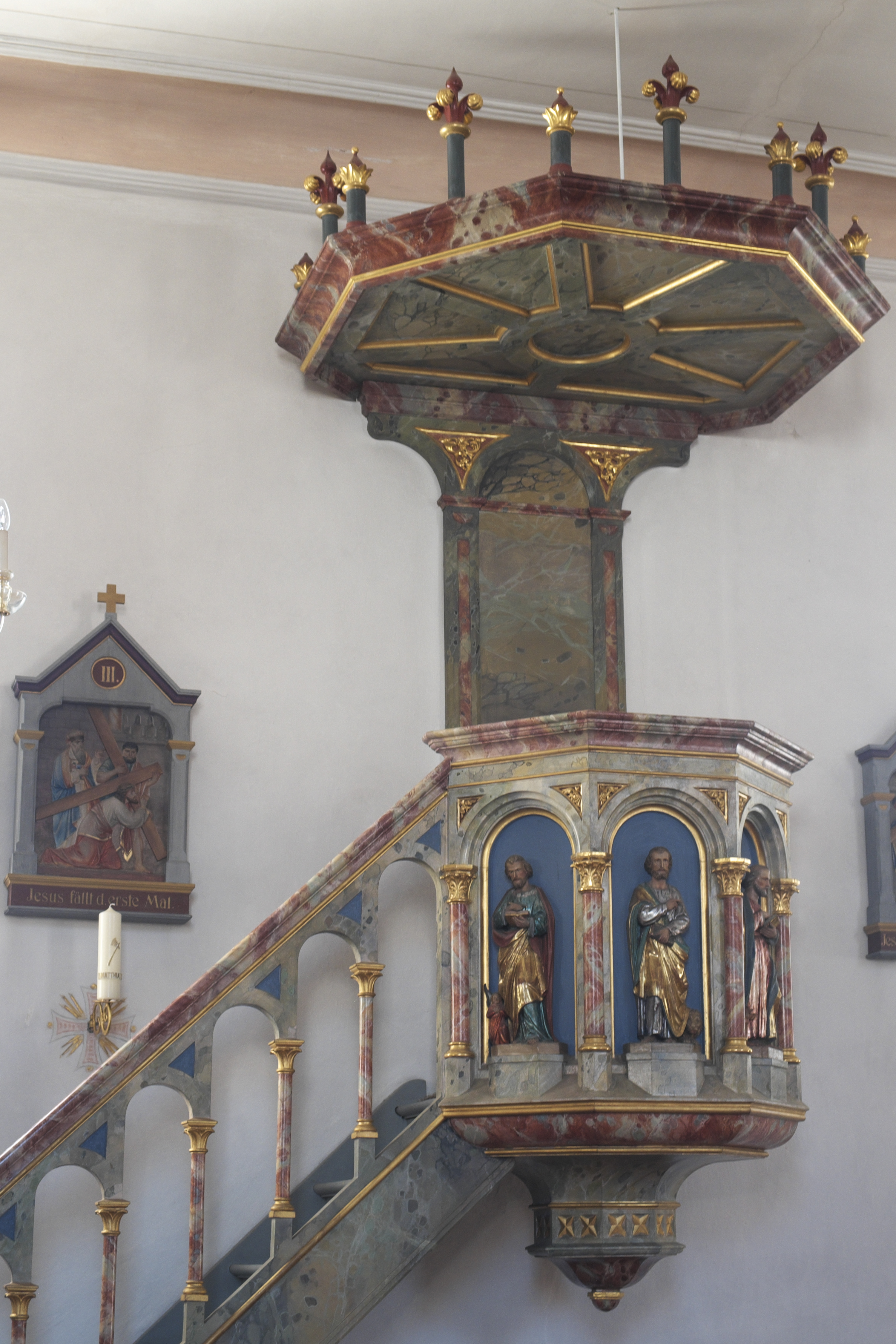
Kanzel in Sainbach

Die Kanzel in der katholischen Pfarrkirche St. Nikolaus in Sainbach, einem Gemeindeteil von Inchenhofen im Landkreis Aichach-Friedberg im bayerischen Regierungsbezirk Schwaben, wurde 1888 in der Baldauf’schen Kunstanstalt in Augsburg von Carl Port geschaffen. Die Kanzel ist ein Teil der als Baudenkmal geschützten Kirchenausstattung.
Die hölzerne Kanzel im Stil des Neubarock zeigt am Kanzelkorb die Evangelisten im Dreiviertelrelief mit ihren Symbolen. Dazwischen stehen Säulen mit korinthischen Kapitellen. Ähnliche Säulen sind im Treppengeländer vorhanden.
Der achteckige Schalldeckel wird von Kreuzblumen geschmückt.
Die Rückwand, die von Pilastern gerahmt wird, ist wie viele anderen Teile der Kanzel mit einer Marmorierung bemalt.

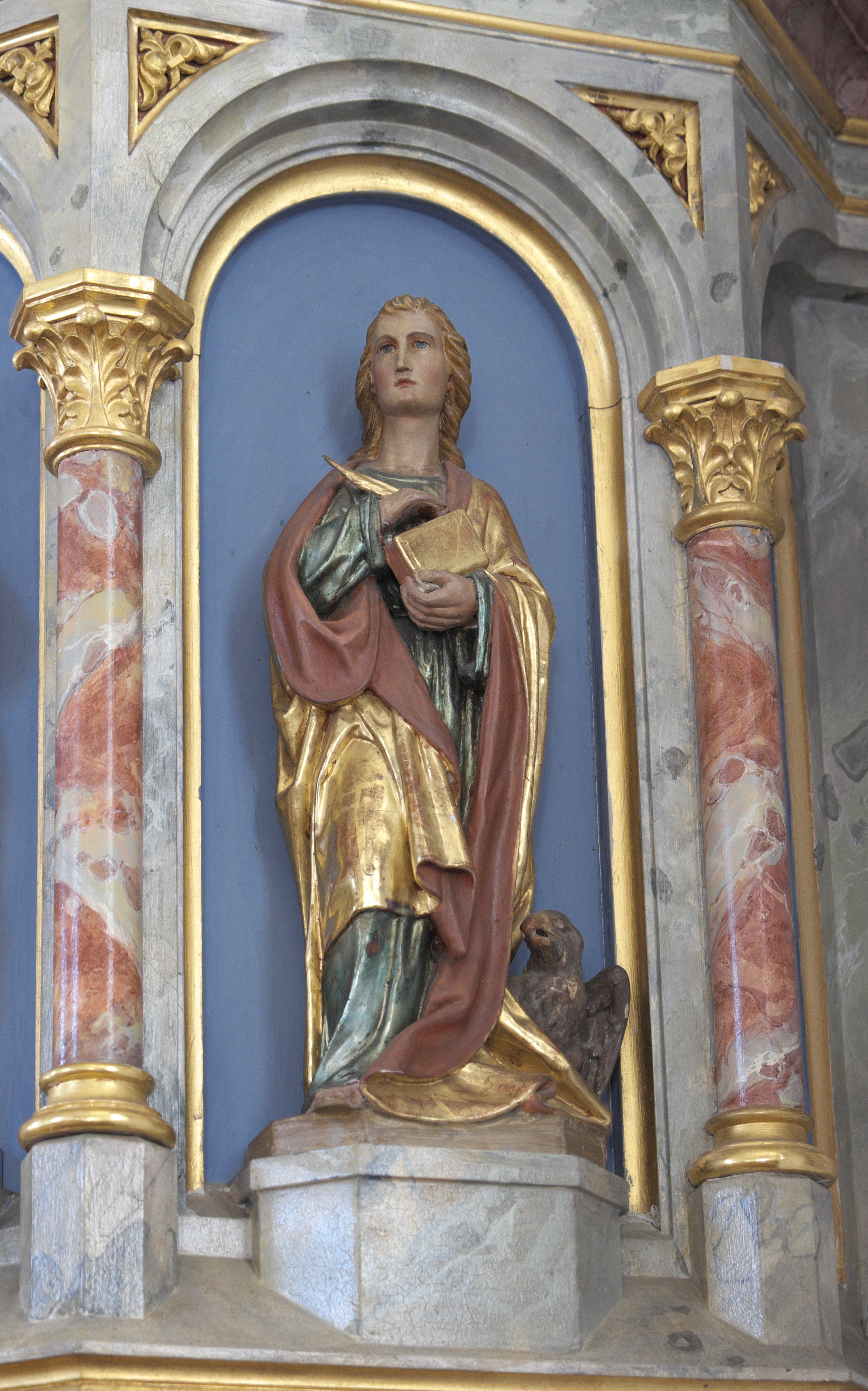
Evangelist Johannes mit Adler
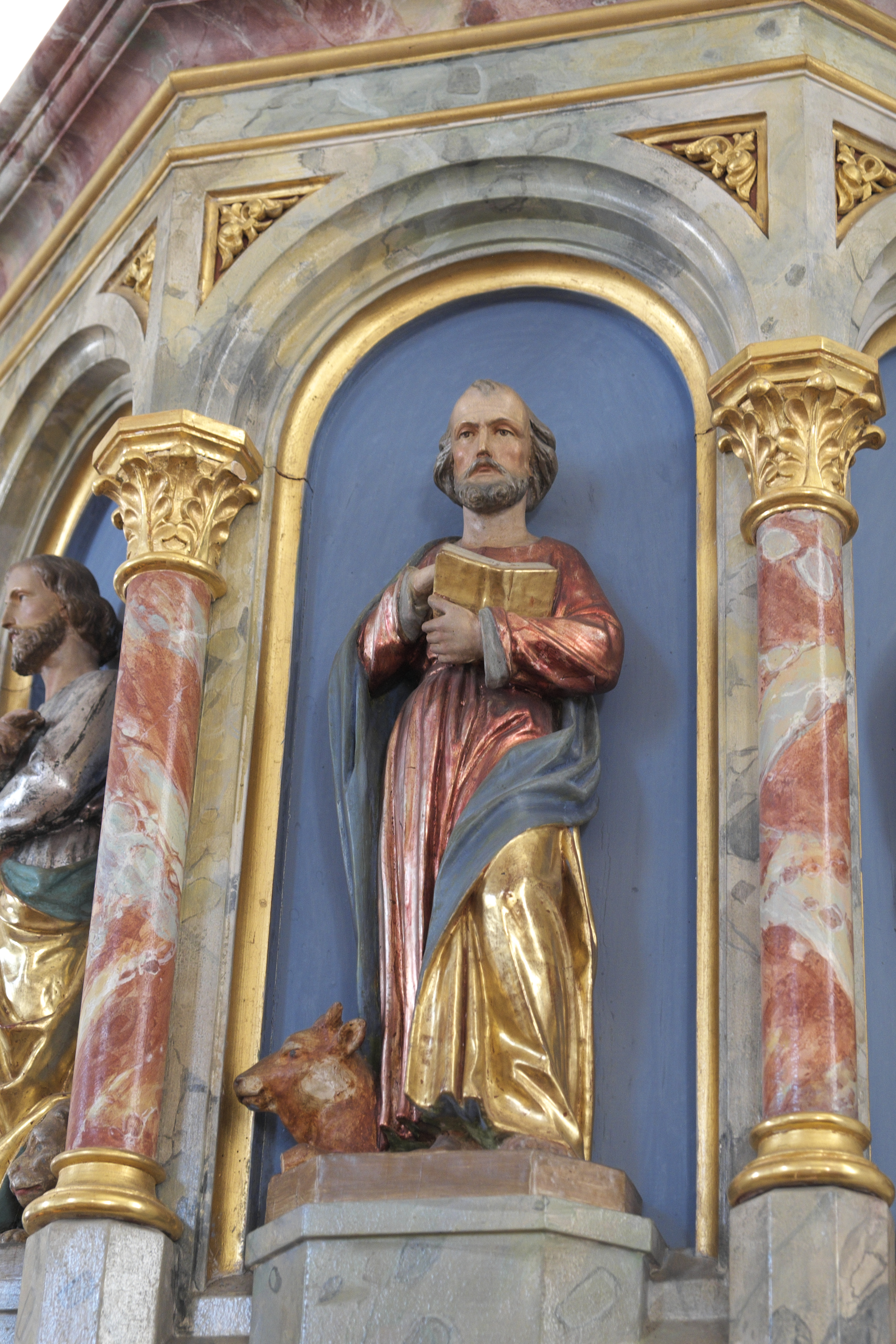
Evangelist Lukas mit Stier
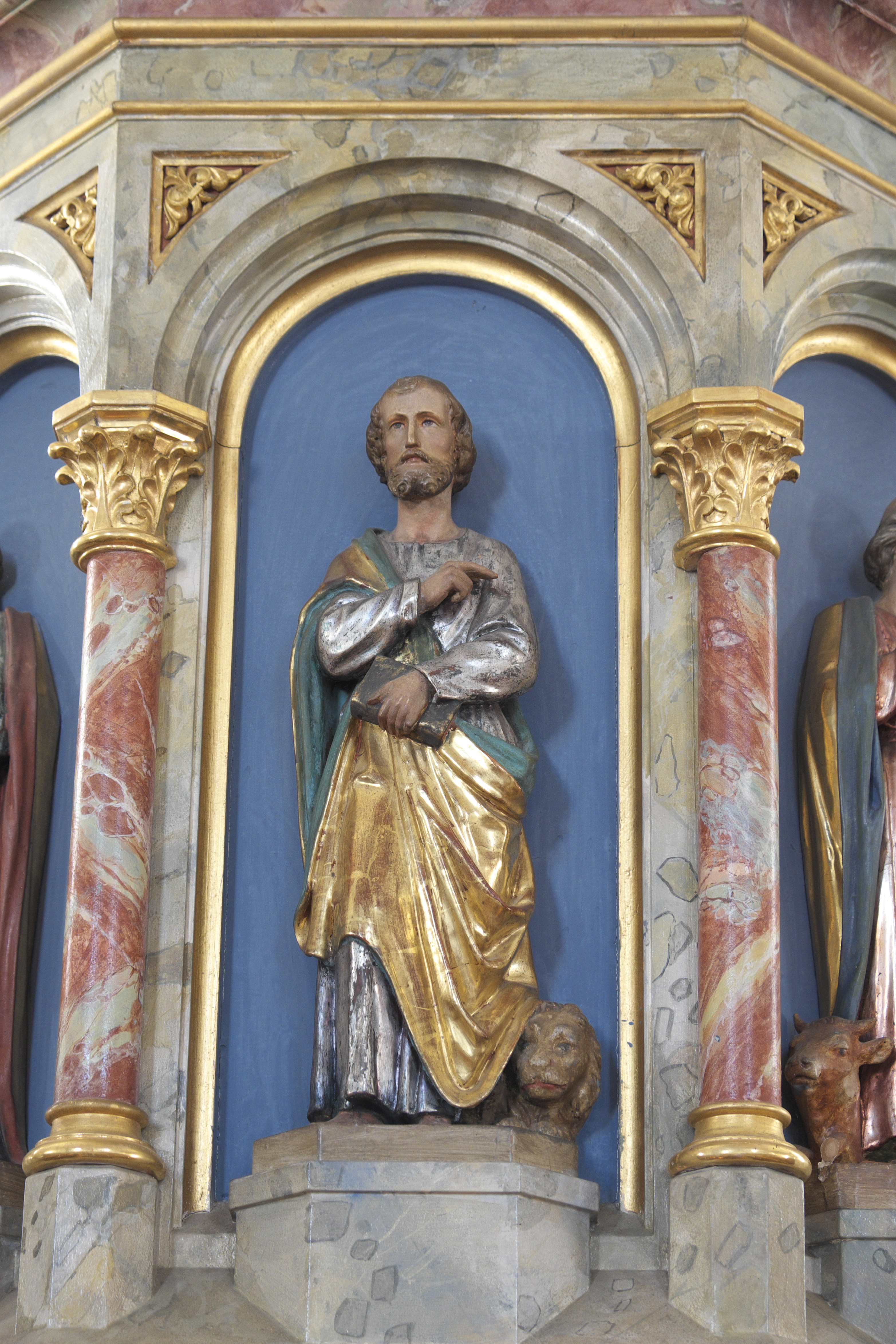
Evangelist Markus mit Löwe
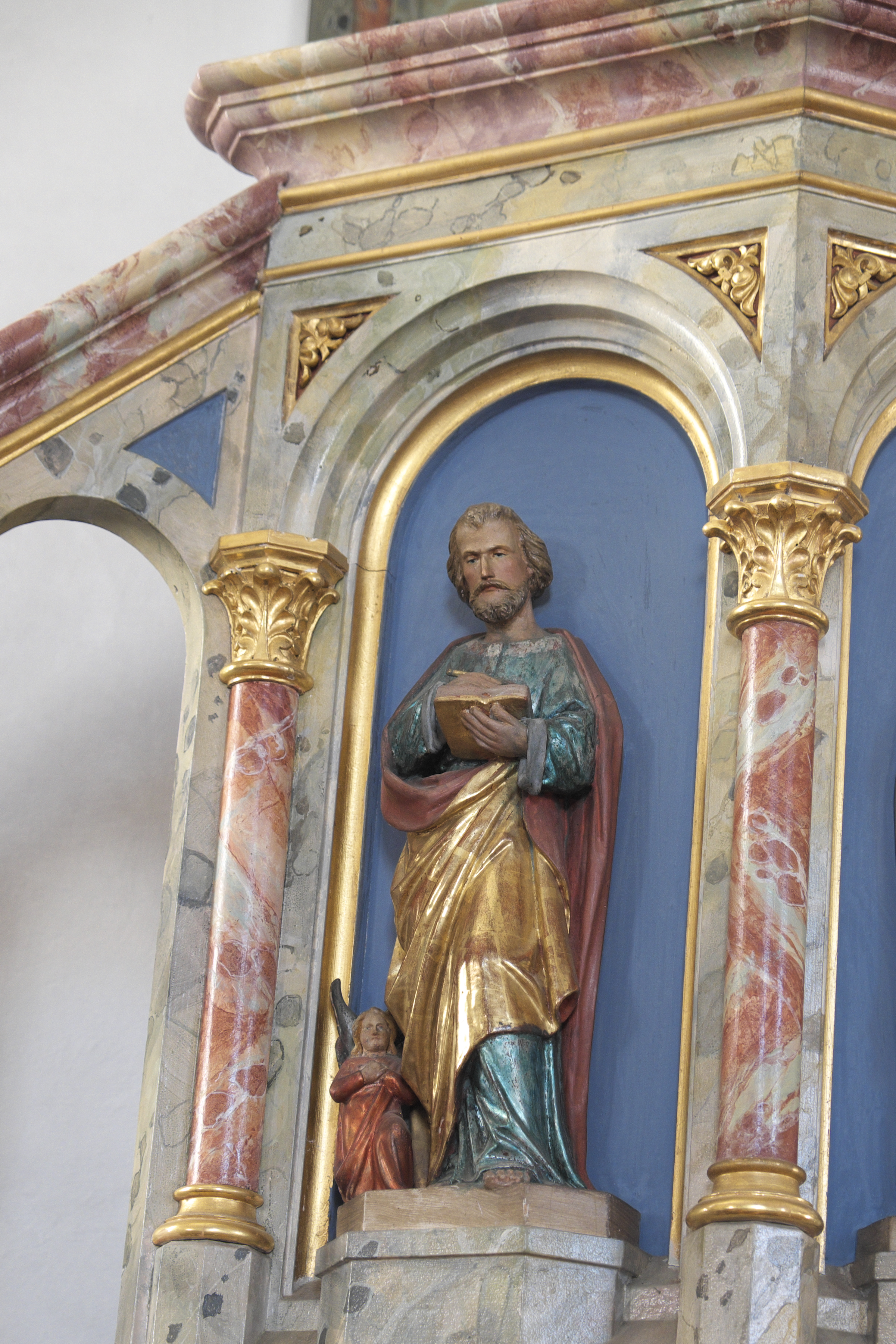
Evangelist Matthäus mit geflügeltem Menschen